# Phyllognathopodidae
Phyllognathopodidae é uma família de crustáceos da ordem Harpacticoida.